# Ceratophygadeuon nigrifemur
Ceratophygadeuon nigrifemur är en stekelart som beskrevs av Henry Keith Townes, Jr. 1983. Ceratophygadeuon nigrifemur ingår i släktet Ceratophygadeuon och familjen brokparasitsteklar. Inga underarter finns listade i Catalogue of Life.